# Liste der Gemeinden im Landkreis Rosenheim

Karte des Landkreises Rosenheim

Die Liste der Gemeinden im Landkreis Rosenheim gibt einen Überblick über die Verwaltungseinheiten des Landkreises. Es gibt 46 politische Gemeinden, von denen 36 eine eigene Verwaltung haben, und 4 Verwaltungsgemeinschaften.

## Legende
- Verwaltungseinheit: Name der Gemeinde und Angabe der Gemeindeart: Gemeinde (–), Markt (M), Stadt (St), Große Kreisstadt (GKSt) oder Name der Verwaltungsgemeinschaft. Einheitsgemeinden und Verwaltungsgemeinschaften sind fett gedruckt
- GT: Gemeindeteile der Gemeinde. Der Wiki-Link ist mit der Gemeindegliederung der jeweiligen Gemeinde verknüpft.
- VG: Zeigt ggf. an, ob eine Gemeinde zu einer Verwaltungsgemeinschaft gehört
- Karte: Zeigt die Lage der Gemeinde im Landkreis
- Fläche: Fläche der Stadt beziehungsweise Gemeinde, angegeben in Quadratkilometer
- Einwohner: Zahl der Menschen, die in der Gemeinde beziehungsweise Stadt leben (Stand: 31. Dezember 2023[1])
- EW-Dichte: Angegeben ist die Einwohnerdichte, gerechnet auf die Fläche der Verwaltungseinheit, angegeben in Einwohner pro km2 (Stand: 31. Dezember 2023[2])
- Statistik: Link zur kommunalen Statistik des Bayerischen Landesamts für Statistik
- Website: Website der Gemeinde bzw. der Verwaltungsgemeinschaft

## Gemeinden
| Verwaltungseinheit                             | Wappen                                     | GT | VG                     | Karte                                                                          | Fläche in km²   | Einwohner      | Einwohner je km² | Statistik | Website |
| ---------------------------------------------- | ------------------------------------------ | -- | ---------------------- | ------------------------------------------------------------------------------ | --------------- | -------------- | ---------------- | --------- | ------- |
| Landkreis Rosenheim                            | Wappen des Landkreises Rosenheim           |    |                        | Der Landkreis Rosenheim                                                        | 1439.43 (100 %) | 256815 (100 %) | 178              | [ 3 ]     | [ 4 ]   |
| Verwaltungsgemeinschaft Breitbrunn am Chiemsee |                                            |    | Breitbrunn am Chiemsee | Lage der Verwaltungsgemeinschaft Breitbrunn am Chiemsee im Landkreis Rosenheim | 21.39 (1.5 %)   | 2797 (1.1 %)   | 131              |           | [ 5 ]   |
| Verwaltungsgemeinschaft Halfing                |                                            |    | Halfing                | Lage der Verwaltungsgemeinschaft Halfing im Landkreis Rosenheim                | 52.56 (3.7 %)   | 5404 (2.1 %)   | 103              |           | [ 6 ]   |
| Verwaltungsgemeinschaft Pfaffing               |                                            |    | Pfaffing               | Lage der Verwaltungsgemeinschaft Pfaffing im Landkreis Rosenheim               | 53.55 (3.7 %)   | 5816 (2.3 %)   | 109              |           |         |
| Verwaltungsgemeinschaft Rott am Inn            |                                            |    | Rott am Inn            | Lage der Verwaltungsgemeinschaft Rott am Inn im Landkreis Rosenheim            | 27.66 (1.9 %)   | 5555 (2.2 %)   | 201              |           |         |
| Albaching                                      | Wappen der Gemeinde Albaching              | 35 | Pfaffing               | Lage der Gemeinde Albaching im Landkreis Rosenheim                             | 18.16 (1.3 %)   | 1751 (0.7 %)   | 96               | [ 7 ]     | [ 8 ]   |
| Amerang                                        | Wappen der Gemeinde Amerang                | 89 |                        | Lage der Gemeinde Amerang im Landkreis Rosenheim                               | 39.81 (2.8 %)   | 3693 (1.4 %)   | 93               | [ 9 ]     | [ 10 ]  |
| Aschau im Chiemgau                             | Wappen der Gemeinde Aschau im Chiemgau     | 43 |                        | Lage der Gemeinde Aschau im Chiemgau im Landkreis Rosenheim                    | 79.59 (5.5 %)   | 5273 (2.1 %)   | 66               | [ 11 ]    | [ 12 ]  |
| Babensham                                      | Wappen der Gemeinde Babensham              | 78 |                        | Lage der Gemeinde Babensham im Landkreis Rosenheim                             | 54.31 (3.8 %)   | 3142 (1.2 %)   | 58               | [ 13 ]    | [ 14 ]  |
| Bad Aibling, St                                | Wappen der Gemeinde Bad Aibling            | 29 |                        | Lage der Gemeinde Bad Aibling im Landkreis Rosenheim                           | 41.4 (2.9 %)    | 18265 (7.1 %)  | 441              | [ 15 ]    | [ 16 ]  |
| Bad Endorf, M                                  | Wappen der Gemeinde Bad Endorf             | 49 |                        | Lage der Gemeinde Bad Endorf im Landkreis Rosenheim                            | 40.1 (2.8 %)    | 8109 (3.2 %)   | 202              | [ 17 ]    | [ 18 ]  |
| Bad Feilnbach                                  | Wappen der Gemeinde Bad Feilnbach          | 77 |                        | Lage der Gemeinde Bad Feilnbach im Landkreis Rosenheim                         | 57.49 (4 %)     | 8250 (3.2 %)   | 144              | [ 19 ]    | [ 20 ]  |
| Bernau am Chiemsee                             | Wappen der Gemeinde Bernau am Chiemsee     | 38 |                        | Lage der Gemeinde Bernau am Chiemsee im Landkreis Rosenheim                    | 26.68 (1.9 %)   | 6640 (2.6 %)   | 249              | [ 21 ]    | [ 22 ]  |
| Brannenburg                                    | Wappen der Gemeinde Brannenburg            | 38 |                        | Lage der Gemeinde Brannenburg im Landkreis Rosenheim                           | 33.67 (2.3 %)   | 6685 (2.6 %)   | 199              | [ 23 ]    | [ 24 ]  |
| Breitbrunn am Chiemsee                         | Wappen der Gemeinde Breitbrunn am Chiemsee | 20 | Breitbrunn am Chiemsee | Lage der Gemeinde Breitbrunn am Chiemsee im Landkreis Rosenheim                | 8.12 (0.6 %)    | 1459 (0.6 %)   | 180              | [ 25 ]    | [ 26 ]  |
| Bruckmühl, M                                   | Wappen der Gemeinde Bruckmühl              | 45 |                        | Lage der Gemeinde Bruckmühl im Landkreis Rosenheim                             | 50.21 (3.5 %)   | 16659 (6.5 %)  | 332              | [ 27 ]    | [ 28 ]  |
| Chiemsee                                       | Wappen der Gemeinde Chiemsee               | 2  | Breitbrunn am Chiemsee | Lage der Gemeinde Chiemsee im Landkreis Rosenheim                              | 2.57 (0.2 %)    | 188 (0.1 %)    | 73               | [ 29 ]    | [ 30 ]  |
| Edling                                         | Wappen der Gemeinde Edling                 | 36 |                        | Lage der Gemeinde Edling im Landkreis Rosenheim                                | 20.04 (1.4 %)   | 4353 (1.7 %)   | 217              | [ 31 ]    | [ 32 ]  |
| Eggstätt                                       | Wappen der Gemeinde Eggstätt               | 14 |                        | Lage der Gemeinde Eggstätt im Landkreis Rosenheim                              | 24.29 (1.7 %)   | 2854 (1.1 %)   | 117              | [ 33 ]    | [ 34 ]  |
| Eiselfing                                      | Wappen der Gemeinde Eiselfing              | 36 |                        | Lage der Gemeinde Eiselfing im Landkreis Rosenheim                             | 34.89 (2.4 %)   | 3273 (1.3 %)   | 94               | [ 35 ]    | [ 36 ]  |
| Feldkirchen-Westerham                          | Wappen der Gemeinde Feldkirchen-Westerham  | 54 |                        | Lage der Gemeinde Feldkirchen-Westerham im Landkreis Rosenheim                 | 53.24 (3.7 %)   | 10549 (4.1 %)  | 198              | [ 37 ]    | [ 38 ]  |
| Flintsbach am Inn                              | Wappen der Gemeinde Flintsbach am Inn      | 17 |                        | Lage der Gemeinde Flintsbach am Inn im Landkreis Rosenheim                     | 31.3 (2.2 %)    | 2922 (1.1 %)   | 93               | [ 39 ]    | [ 40 ]  |
| Frasdorf                                       | Wappen der Gemeinde Frasdorf               | 74 |                        | Lage der Gemeinde Frasdorf im Landkreis Rosenheim                              | 32.71 (2.3 %)   | 2974 (1.2 %)   | 91               | [ 41 ]    | [ 42 ]  |
| Griesstätt                                     | Wappen der Gemeinde Griesstätt             | 43 |                        | Lage der Gemeinde Griesstätt im Landkreis Rosenheim                            | 29.53 (2.1 %)   | 2862 (1.1 %)   | 97               | [ 43 ]    | [ 44 ]  |
| Großkarolinenfeld                              | Wappen der Gemeinde Großkarolinenfeld      | 41 |                        | Lage der Gemeinde Großkarolinenfeld im Landkreis Rosenheim                     | 29.07 (2 %)     | 7371 (2.9 %)   | 254              | [ 45 ]    | [ 46 ]  |
| Gstadt am Chiemsee                             | Wappen der Gemeinde Gstadt am Chiemsee     | 15 | Breitbrunn am Chiemsee | Lage der Gemeinde Gstadt am Chiemsee im Landkreis Rosenheim                    | 10.7 (0.7 %)    | 1150 (0.4 %)   | 107              | [ 47 ]    | [ 48 ]  |
| Halfing                                        | Wappen der Gemeinde Halfing                | 22 | Halfing                | Lage der Gemeinde Halfing im Landkreis Rosenheim                               | 22.79 (1.6 %)   | 2747 (1.1 %)   | 121              | [ 49 ]    | [ 50 ]  |
| Höslwang                                       | Wappen der Gemeinde Höslwang               | 25 | Halfing                | Lage der Gemeinde Höslwang im Landkreis Rosenheim                              | 16.18 (1.1 %)   | 1202 (0.5 %)   | 74               | [ 51 ]    | [ 52 ]  |
| Kiefersfelden                                  | Wappen der Gemeinde Kiefersfelden          | 18 |                        | Lage der Gemeinde Kiefersfelden im Landkreis Rosenheim                         | 36.74 (2.6 %)   | 6503 (2.5 %)   | 177              | [ 53 ]    | [ 54 ]  |
| Kolbermoor, St                                 | Wappen der Gemeinde Kolbermoor             | 9  |                        | Lage der Gemeinde Kolbermoor im Landkreis Rosenheim                            | 19.83 (1.4 %)   | 18926 (7.4 %)  | 954              | [ 55 ]    | [ 56 ]  |
| Neubeuern, M                                   | Wappen der Gemeinde Neubeuern              | 31 |                        | Lage der Gemeinde Neubeuern im Landkreis Rosenheim                             | 15.32 (1.1 %)   | 4075 (1.6 %)   | 266              | [ 57 ]    | [ 58 ]  |
| Nußdorf am Inn                                 | Wappen der Gemeinde Nußdorf am Inn         | 27 |                        | Lage der Gemeinde Nußdorf am Inn im Landkreis Rosenheim                        | 28.56 (2 %)     | 2540 (1 %)     | 89               | [ 59 ]    | [ 60 ]  |
| Oberaudorf                                     | Wappen der Gemeinde Oberaudorf             | 38 |                        | Lage der Gemeinde Oberaudorf im Landkreis Rosenheim                            | 59.29 (4.1 %)   | 5014 (2 %)     | 85               | [ 61 ]    | [ 62 ]  |
| Pfaffing                                       | Wappen der Gemeinde Pfaffing               | 72 | Pfaffing               | Lage der Gemeinde Pfaffing im Landkreis Rosenheim                              | 35.39 (2.5 %)   | 4065 (1.6 %)   | 115              | [ 63 ]    | [ 64 ]  |
| Prien am Chiemsee, M                           | Wappen der Gemeinde Prien am Chiemsee      | 36 |                        | Lage der Gemeinde Prien am Chiemsee im Landkreis Rosenheim                     | 20.7 (1.4 %)    | 10870 (4.2 %)  | 525              | [ 65 ]    | [ 66 ]  |
| Prutting                                       | Wappen der Gemeinde Prutting               | 32 |                        | Lage der Gemeinde Prutting im Landkreis Rosenheim                              | 16.22 (1.1 %)   | 2885 (1.1 %)   | 178              | [ 67 ]    | [ 68 ]  |
| Ramerberg                                      | Wappen der Gemeinde Ramerberg              | 21 | Rott am Inn            | Lage der Gemeinde Ramerberg im Landkreis Rosenheim                             | 8.09 (0.6 %)    | 1390 (0.5 %)   | 172              | [ 69 ]    | [ 70 ]  |
| Raubling                                       | Wappen der Gemeinde Raubling               | 29 |                        | Lage der Gemeinde Raubling im Landkreis Rosenheim                              | 44.27 (3.1 %)   | 11105 (4.3 %)  | 251              | [ 71 ]    | [ 72 ]  |
| Riedering                                      | Wappen der Gemeinde Riedering              | 70 |                        | Lage der Gemeinde Riedering im Landkreis Rosenheim                             | 37.95 (2.6 %)   | 5505 (2.1 %)   | 145              | [ 73 ]    | [ 74 ]  |
| Rimsting                                       | Wappen der Gemeinde Rimsting               | 49 |                        | Lage der Gemeinde Rimsting im Landkreis Rosenheim                              | 20 (1.4 %)      | 3772 (1.5 %)   | 189              | [ 75 ]    | [ 76 ]  |
| Rohrdorf                                       | Wappen der Gemeinde Rohrdorf               | 38 |                        | Lage der Gemeinde Rohrdorf im Landkreis Rosenheim                              | 28.65 (2 %)     | 5821 (2.3 %)   | 203              | [ 77 ]    | [ 78 ]  |
| Rott am Inn                                    | Wappen der Gemeinde Rott am Inn            | 32 | Rott am Inn            | Lage der Gemeinde Rott am Inn im Landkreis Rosenheim                           | 19.57 (1.4 %)   | 4165 (1.6 %)   | 213              | [ 79 ]    | [ 80 ]  |
| Samerberg                                      | Wappen der Gemeinde Samerberg              | 78 |                        | Lage der Gemeinde Samerberg im Landkreis Rosenheim                             | 33.4 (2.3 %)    | 2763 (1.1 %)   | 83               | [ 81 ]    | [ 82 ]  |
| Schechen                                       | Wappen der Gemeinde Schechen               | 36 |                        | Lage der Gemeinde Schechen im Landkreis Rosenheim                              | 31.53 (2.2 %)   | 5309 (2.1 %)   | 168              | [ 83 ]    | [ 84 ]  |
| Schonstett                                     | Wappen der Gemeinde Schonstett             | 17 | Halfing                | Lage der Gemeinde Schonstett im Landkreis Rosenheim                            | 13.59 (0.9 %)   | 1455 (0.6 %)   | 107              | [ 85 ]    | [ 86 ]  |
| Söchtenau                                      | Wappen der Gemeinde Söchtenau              | 36 |                        | Lage der Gemeinde Söchtenau im Landkreis Rosenheim                             | 25.62 (1.8 %)   | 2671 (1 %)     | 104              | [ 87 ]    | [ 88 ]  |
| Soyen                                          | Wappen der Gemeinde Soyen                  | 85 |                        | Lage der Gemeinde Soyen im Landkreis Rosenheim                                 | 28.96 (2 %)     | 2912 (1.1 %)   | 101              | [ 89 ]    | [ 90 ]  |
| Stephanskirchen                                | Wappen der Gemeinde Stephanskirchen        | 48 |                        | Lage der Gemeinde Stephanskirchen im Landkreis Rosenheim                       | 26.51 (1.8 %)   | 10134 (3.9 %)  | 382              | [ 91 ]    | [ 92 ]  |
| Tuntenhausen                                   | Wappen der Gemeinde Tuntenhausen           | 57 |                        | Lage der Gemeinde Tuntenhausen im Landkreis Rosenheim                          | 68.98 (4.8 %)   | 7045 (2.7 %)   | 102              | [ 93 ]    | [ 94 ]  |
| Vogtareuth                                     | Wappen der Gemeinde Vogtareuth             | 50 |                        | Lage der Gemeinde Vogtareuth im Landkreis Rosenheim                            | 34.24 (2.4 %)   | 3183 (1.2 %)   | 93               | [ 95 ]    | [ 96 ]  |
| Wasserburg am Inn, St                          | Wappen der Gemeinde Wasserburg am Inn      | 22 |                        | Lage der Gemeinde Wasserburg am Inn im Landkreis Rosenheim                     | 18.8 (1.3 %)    | 12336 (4.8 %)  | 656              | [ 97 ]    | [ 98 ]  |